# 上海市控江中学
上海市控江中学（英語：Shanghai Kong Jiang Senior High School，簡稱：控江中学、控江），位于中国上海杨浦区双阳路388号，创建于1953年，是上海市首批市级重点中学，亦是首批上海市实验性、示范性高中。